# Cneu Cornélio Cina Magno
Cneu Cornélio Cina Magno (em latim: Gnaeus Cornelius Cinna Magnus) foi um senador romano da gente Cornélia eleito cônsul em 5 com Lúcio Valério Messala Voleso. Cina era filho de Lúcio Cornélio Cina, cônsul sufecto em 32 a.C., com Pompeia Magna.
Cina é conhecido por ter sido o protagonista da peça "Cinna" (ou "La Clémence d'Auguste") do famoso teatrólogo francês do século XVII Pierre Corneille.

## História
Os avós maternos de Cina eram o triúnviro Pompeu e Múcia Tércia e seu bisavô paterno (ou avô) era Lúcio Cornélio Cina. Cina foi o único dos netos de Pompeu a usar o nome "Magno".
Cina foi aliado do triúnviro Marco Antônio, por quem foi promovido a pontífice. Em 16 a.C., Cina e Emília Lépida, uma das netas do triúnviro Lépido, foram implicados numa conspiração contra o imperador Augusto, mas foram perdoados. Esta foi a última conspiração conhecida contra Augusto e também o único caso no qual ele perdoou os envolvidos. Surpreendentemente Cina serviu como cônsul em 5 d.C. e se tornou amigo e conselheiro de Augusto até sua morte.

## Família
Cina era irmão de Cornélia Pompeia, que se casou com Lúcio Escribônio Libão, cônsul em 16.